# David Lazzaroni
David Lazzaroni (* 4. Februar 1985 in Échirolles) ist ein ehemaliger französischer Skispringer.

## Werdegang
Bereits als Kind trainierte er auf kleinen Schanzen. 1995 sprang er in Hinterzarten erstmals auf einer K90-Schanze, drei Jahre später in Courchevel auf einer K120-Schanze. Mit 16 Jahren stieg er vorübergehend aus dem Training aus und verließ auch die Schule. Erst als er das schlechte Abschneiden der französischen Skispringer bei den Olympischen Winterspielen in Salt Lake City 2002 im Fernsehen sah, nahm er das Training wieder auf, um es besser zu machen als seine Kollegen. Bei seinem ersten Weltcupeinsatz auf der Skiflugschanze in Planica im März 2002 war er beim Mannschaftsfliegen der beste Franzose. Seitdem konnte er mit verschiedenen Top-30-Platzierungen wie beispielsweise mit einem 22. Platz in Harrachov im Dezember 2005 immer wieder auf sich aufmerksam machen.
Als sein Beruf wird in der offiziellen FIS-Statistik „Schwimmlehrer“ angegeben; sein Vater Eric Lazzaroni war in der Saison 2002/03 Trainer der französischen Skisprungnationalmannschaft. David Lazzaroni konnte in der Saison 2007/08 erstmals im Weltcup Fuß fassen mit zahlreichen Platzierungen in den Top 25. Sein bestes Ergebnis erreichte er am 20. Januar 2008 im tschechischen Harrachov mit einem sechsten Platz.
Bei den Olympischen Winterspielen 2010 in Vancouver schied Lazzaroni von der Normalschanze als 47. nach dem 1. Durchgang aus. Beim Wettbewerb auf der Großschanze war seine Leistung besser, aber auch hier konnte er als 34. den 2. Durchgang nicht erreichen. Beim Teamspringen belegte er gemeinsam mit Vincent Descombes Sevoie, Alexandre Mabboux und Emmanuel Chedal den 9. Platz.
2010 gab er sein Karriereende bekannt. Bei den französischen Meisterschaften 2012 in Courchevel ging er jedoch wieder an den Start und wurde hinter Vincent Descombes Sevoie Vizemeister im Springen von der Normalschanze.

## Statistik

### Weltcup-Platzierungen
| Saison  | Platz | Punkte |
| ------- | ----- | ------ |
| 2005/06 | 56.   | 018    |
| 2006/07 | 44.   | 059    |
| 2007/08 | 23.   | 239    |

### Grand-Prix-Platzierungen
| Saison | Platz | Punkte |
| ------ | ----- | ------ |
| 2006   | 36.   | 71     |
| 2007   | 32.   | 60     |
| 2008   | 32.   | 70     |